# Oskar Beyer (Architekt, 1849)
Oskar Beyer (* 23. Februar 1849 in Dresden; † 22. März 1916 in Wien) war ein in Wien wirkender deutscher Architekt.
Beyer studierte zunächst in Dresden und anschließend 1868–1871 bei Josef von Storck an der Kunstgewerbeschule in Wien. Beyer war als Architekt aktiv, aber auch in der Lehre. Von 1871 bis 1873 arbeitete Beyer im Bau- und Dekorationsbüro der Weltausstellung in Wien. 1894 wurde er bei der österreichischen Abteilung der Weltausstellung in Antwerpen leitender Architekt.
1872 wurde Beyer Dozent und war ab 1878 für 31 Jahre Professor an der Kunstgewerbeschule (Fachschule für Architektur). 1905–1906 und 1908–1909 übernahm er deren Direktion.
Oskar Beyer war mit Emma Krause (* 25. August 1846) verheiratet.